# Henri Thiérot
Henri Thiérot, né le 4 juillet 1863 à Reims et mort à Saint-Thierry le 28 juillet 1905, est un peintre français.

## Biographie
Henri Marie Jules Thiérot est le fils de François Edouard Thiérot, architecte, et de Suzanne Clouet.
Élève de Jules Lefebvre, Henri-Léopold Lévy et Alfred-Henri Bramtot, il concourt en 1891 et 1893 pour le prix de Rome, puis expose au Salon à partir de 1895.
Il meurt à l'âge de 42 ans.